# Kennedy (Toronto Subway)

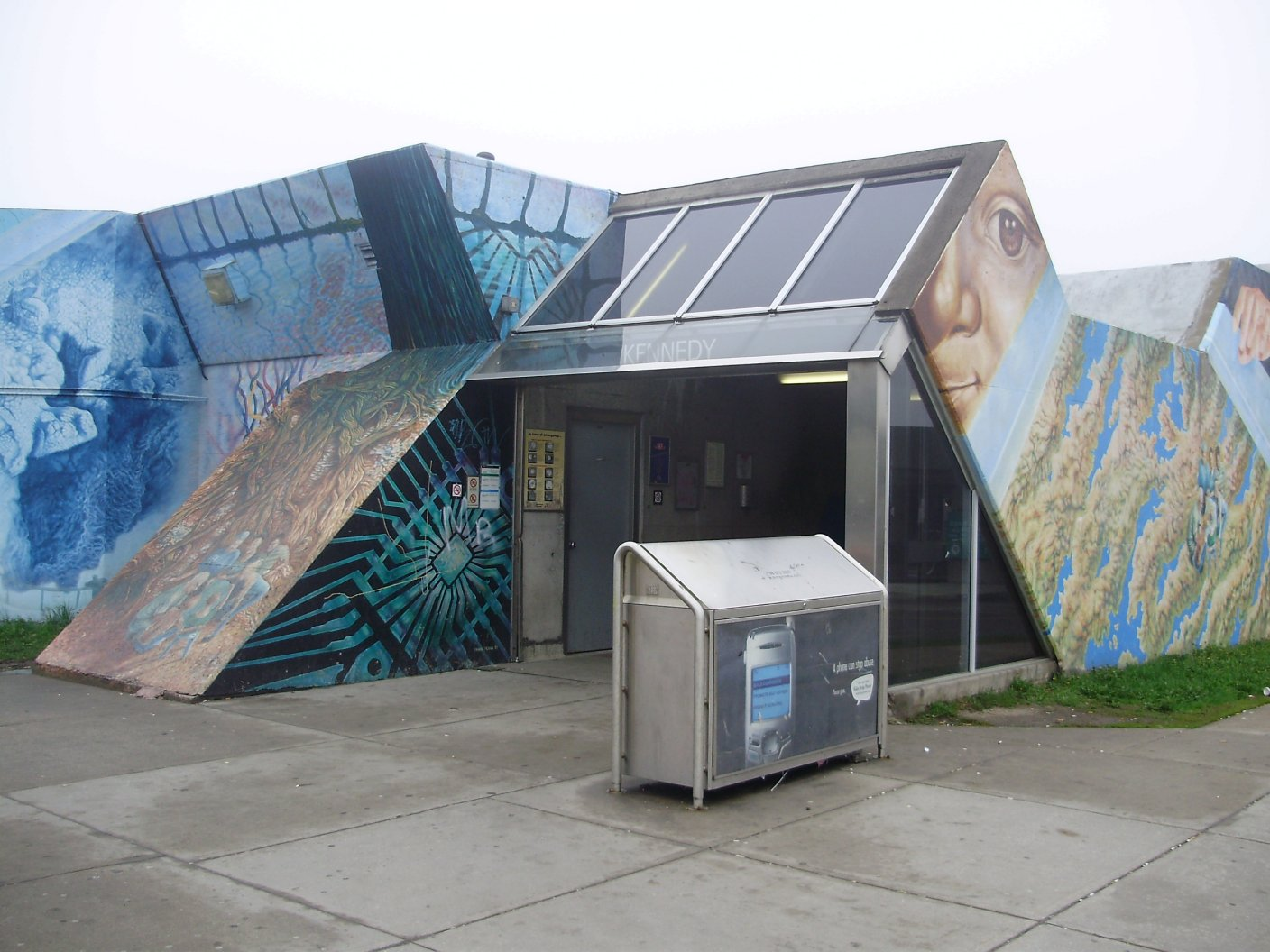
Eingang zur Station

Kennedy ist eine U-Bahn-Station in Toronto und die Endstation der Bloor-Danforth-Linie der Toronto Subway, die in entgegengesetzte Richtungen führen. Die Station liegt an der Eglinton Avenue nahe der Kreuzung mit der Kennedy Avenue. Täglich wird sie von durchschnittlich 111.190 Fahrgästen genutzt (2008), womit sie die am fünfthäufigsten frequentierte Station des Subway-Netzes ist.
Kennedy war die Endstation der ehemaligen Scarborough-Linie bis 24. Juli 2023 und wird die Endstation der Eglinton-Linie im Bau. 

## Station

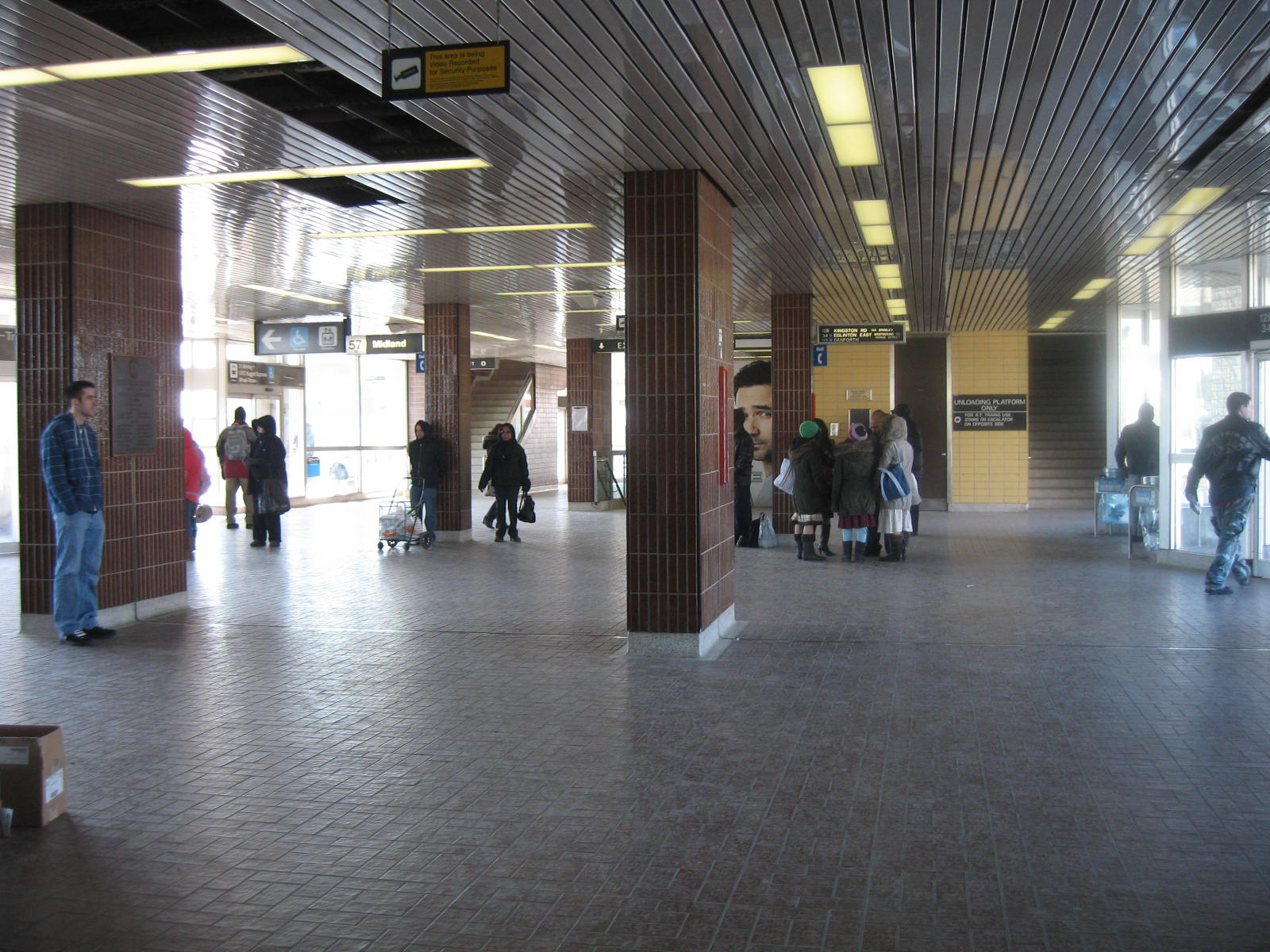
Blick in den Busterminal

Der Stationskomplex besteht aus vier übereinander liegenden Ebenen. Zuunterst befindet sich die unterirdische Station der Bloor-Danforth-Linie mit einem Mittelbahnsteig, darüber folgt die Verteilerebene. Der Busterminal im Erdgeschoss bietet Umsteigemöglichkeiten zu 13 Buslinien der Toronto Transit Commission (TTC). In erhöhter Lage war die Station der ehemaligen Scarborough-Linie mit zwei Seitenbahnsteigen zu finden. Rund um die Station stehen den Pendlern vier Park-and-ride-Anlagen mit insgesamt 1138 kostenpflichtigen Parkplätzen sowie eine Kiss-and-ride-Anlage zur Verfügung. Knapp 100 Meter östlich, mit der Verteilerebene durch einen Fußgängertunnel verbunden, befindet sich der Bahnhof Kennedy an der Stouffville-Linie von GO Transit. 
Obwohl auf der ehemaligen Scarborough-Linie Zweirichtungsfahrzeuge verkehrten, befuhren sie im Stationsbereich eine Wendeschleife. Unmittelbar nach Verlassen der Station beschrieb die Strecke der Scarborough-Linie eine enge Linkskurve, um anschließend in nördlicher Richtung der Trasse der Canadian National Railway zu folgen.

## Geschichte

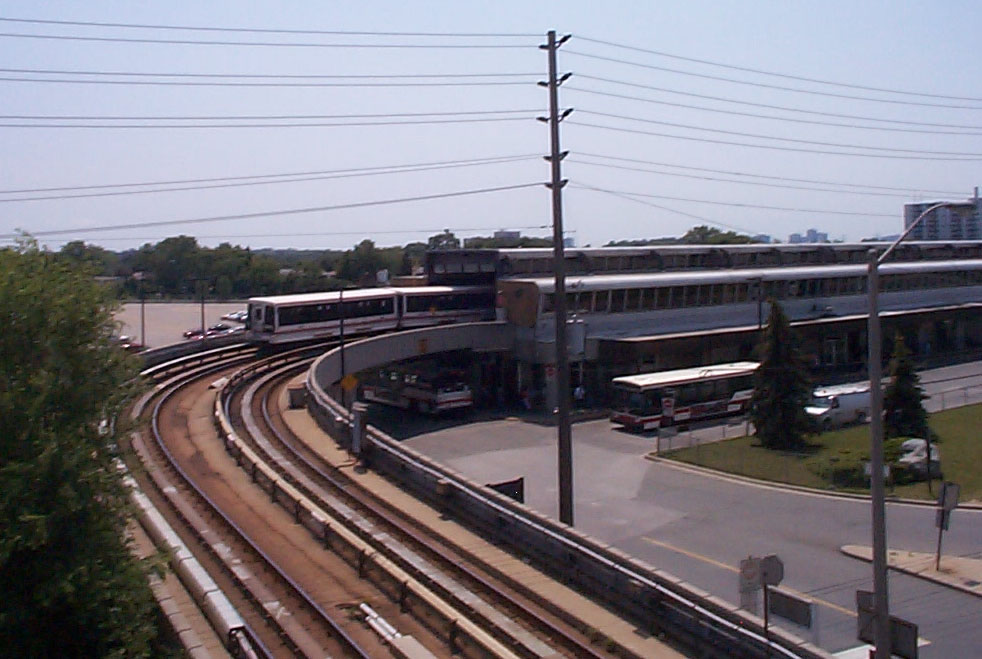
Ein Zug fährt in die Station der Scarborough-Linie ein

Die Eröffnung der Station erfolgte am 22. November 1980, als die Bloor-Danforth-Linie von der bisherigen Endstation Warden aus Kennedy erreichte. Die damals noch eigenständige Stadt Scarborough forderte eine weitere Verlängerung bis ins Stadtzentrum, was die TTC aus Kostengründen ablehnte. Stattdessen schlug sie den Bau einer kreuzungsfreien Straßenbahnstrecke vor. Die TTC ließ sich dazu überreden, auf der Strecke in Richtung McCowan anstatt Straßenbahnen automatisch verkehrende Züge mit Linearmotoren einzusetzen, woraufhin die Trasse entsprechend umgerüstet werden musste.
Am 22. März 1985 wurde die Scarborough-Linie schließlich eröffnet. Das neue Verkehrsmittel war von zahlreichen Pannen und massiven Kostenüberschreitungen geprägt. Im Sommer 1988 war die Strecke drei Monate lang gesperrt. Während dieser Zeit musste die ursprünglich für die Straßenbahn gebaute Wendeschleife umgebaut werden, da dort mehrmals Züge entgleist waren. Seitdem wurde die Schleife nur noch zum Abstellen genutzt. Im Sinne einer spanischen Lösung wurde ein Bahnsteig zum Einsteigen und der andere zum Aussteigen verwendet. Die Scarborough-Linie wird durch eine Verlängerung der Bloor-Danforth-Linie ersetzt werden. Nach einer Entgleisung am 24. Juli 2023 wurde die Scarborough-Linie dauerhaft geschlossen und durch Busse ersetzt, die zwischen den Stationen Kennedy und Scarborough Center pendeln.
Der Bahnhof von GO Transit ist seit dem 2. Juni 2005 in Betrieb. Die Integration der Vorortseisenbahn zog eine umfassende Erneuerung des gesamten Stationskomplexes nach sich und umfasste den Bau barrierefreier Zugänge sowie einer neuen Schalterhalle.

## Projekte
In naher Zukunft wird die Bedeutung der Station Kennedy weiter zunehmen. Seit Juni 2013 wird entlang der Eglinton Avenue eine Stadtbahnstrecke errichtet. Die als Eglinton-Linie bezeichnete Strecke soll zunächst 19 km lang sein und nach Mount Dennis führen (später zu einem noch unbestimmten Zeitpunkt möglicherweise bis zum Flughafen Toronto-Pearson). Im zentralen Abschnitt mit den Subway-Stationen Eglinton und Eglinton West (Kreuzungspunkte mit der Yonge-University-Linie) ist eine unterirdische Streckenführung vorgesehen. Die unterirdische Stadtbahnstation entsteht an der Südseite der Eglinton Avenue, etwa 30 Meter nördlich der Bahnsteige der Bloor-Danforth-Linie. Die Eröffnung ist im Laufe des Jahres 2022 vorgesehen.
Gemäß aktuellen Planungen wird die Scarborough-Linie durch eine Verlängerung der Bloor-Danforth-Linie ersetzt werden, jedoch auf einer anderen Route. Die Erweiterung sollte bis 2030 eröffnet werden.